# Християнството в дати
Християнството в дати представлява хронологично представяне на по-важните дати и личности в историята на християнството от смъртта на Иисус Христос до днешно време.

## ХристиянствотовРимската империя, апостолска църква
| Година      | Събитие                                                                  | Бележки |
| ----------- | ------------------------------------------------------------------------ | --- |
| ок. 30      | Кръстна смърт на Иисус Христос                                           | |
| ок. 33      | Мъченическа смърт на дякон Стефан                                        | (в присъствието на Савел/Павел) |
| ок. 35      | Започване на мисионирането на самаританите                               | |
| ок. 49      | Апостолски събор в Йерусалим                                             | и изселване на евреите от Рим по времето на Клавдий (т.нар. едикт на Клавдий)                                                         |
| ок. 49      | II. мисионерско пътуване на ап. Павел                                    | Павел мисионира в Македония. Християнството достига Европа.                                                                           |
| 50-64       | Писма на ап. Павел.                                                      | |
| 50          | Основаване на църквата в Коринт от Павел.                                | |
| 53          | „Християни на Томас“                                                     | Ап. Томас достига Индия и разпространява там християнството.                                                                          |
| 64          | Преследване на християните по времето на Нерон                           | Смърт на апостолите Петър и Павел. |
| 66-79       | Въстание на зилотите в и около Йерусалим                                 | |
| 70          | Разрушение на Йерусалим и на храма                                       | |
| 81-96       | Преследване на християните по времето на Домициан                        | |
| 132-135     | Второ еврейско въстание с водач Симон Бар Кохба                          | пълно разрушаване на Йерусалим. Преименуване на провинция Юдея в Палестина за подигравка на евреите.                                  |
| 155         | Мъченическа смърт на Поликарп от Смирна                                  | |
| ок. 160-220 | Тертулиан                                                                | |
| 178         | Ириней Лионски става патриарх на Лион                                    | |
| 248         | Киприан (умира 258 г.)                                                   | става патриарх на Картаго |
| 249-251     | Преследване на християните в Близкия изток чрез Деций Траян              | |
| 295-373     | Атанасий I, църковен отец                                                | конфликт с арианството |
| ок. 300     | Антоний Велики (умира 356)                                               | отива в пустинята като еремит |
| 301         | Покръстване на Армения                                                   | Първата държава приела християнството                                                                                                 |
| 306         | Събор в Елвира                                                           | |
| 303-311     | Преследване на християните по времето на Диоклециан                      | |
| 311         | Преследванията на християните са прекратени с едикт от император Галерий | Сердикйски едикт, християнството в Римската империя е признато за легална религия                                                     |
| 313         | Константин I Велики                                                      | Медиолански едикт, християнството в Римската империя е признато за равнопоставена на другите религи (но все още не държавна религия). |
| 313         | Евсевий Кесарийски                                                       | Автор на изчерпателна църковна история на първите столетия, става патриарх на Цезарея                                                 |
| ок. 320     | Основаване на първия манастир от Пахомий (292-346)                       | |
| 325         | Никейски събор                                                           | осъждане на арианството като ерес и се приема т.нар. Символ на вярата.                                                                |
| 325         | Покръстване на Аксум                                                     | |
| 330-379     | Василий Велики                                                           | църковен отец, епископ на Кесария Кападокийска, основател на манастир                                                                 |
| 330-390     | Григорий Назиански (богословът)                                          | църковен отец, защитава доктрината за триединството, председателства Втория вселенски събор през 381 г.                               |
| 335-394     | Григорий Нисийски                                                        | църковен отец, брат на Василий Велики                                                                                                 |
| 337-397     | Амвросий Медиолански                                                     | църковен отец, учител на Августин Блажени                                                                                             |
| 347-420     | Йероним                                                                  | църковен отец, преводач на Библията на латински („вулгата“)                                                                           |
| 350-407     | Йоан Златоуст                                                            | църковен отец, проповедник |
| 354-430     | Августин Блажени                                                         | църковен отец |
| 380         | Теодосий I                                                               | обявява де юре християнството за държавна религия в Римската империя (едикт Cunctos populos, 27 февруари 380 г.)                      |
| 381         | Втори вселенски събор в Цариград                                         | Никео-Цариградски символ на вярата |
| 381         | Мартин от Тур                                                            | основава първия манастир в Галия |
| 383         | Смърт на Вулфила                                                         | превежда Библията на готски език |
| 431         | Трети вселенски събор в Ефес                                             | Дева Мария е призната за Богородица (theotokos), а Христос е истински Бог и истински човек                                            |
| 432         | Свети Патрик                                                             | започва своето дело в Ирландия |
| 451         | Четвърти вселенски събор в Халкидон                                      | разделение на Древноизточните църкви – В И Христос са неразделно съединени в една личност божествената и човешката същност            |
| 480-550     | Бенедикт Нурсийски                                                       | основател на бенедиктинския орден |

## Средновековие
| Година      | Събитие                                                                                  | Бележки |
| ----------- | ---------------------------------------------------------------------------------------- | --- |
| 498 или 499 | кръщение на Хлодвиг I                                                                    | покръстване на франките |
| от 534      | Християнизация в Англия (Hiberno-Scottish mission)                                       | чрез ирландския монах Колумба |
| 553         | Втори Цариградски събор                                                                  | осъждане на т.нар. „три глави“ (писания на три теолози от антиохийското училище)                                                 |
| 590         | Колумбан                                                                                 | пристигане в Галия |
| 590 – 604   | папа Григорий I                                                                          | църковен отец |
| 680 – 681   | Трети цариградски събор                                                                  | И Христос притежава в съответствие със своите две същности божествена и човешка воля.                                            |
| 719 – 754   | Бонифаций                                                                                | мисионира Германия |
| 720         | Regula Benedicti                                                                         | в St. Gallen |
| 732         | Карл Мартел                                                                              | спира арабското нашествие чрез победа при битката при Поатие и предотвратява исламизирането на християнското царство на франките |
| 726         | Започва иконоборството в Източната църква                                                | |
| 754         | Пипинов дар                                                                              | основава се Папска държава |
| 787         | Втори Никейски събор                                                                     | Вселенският събор разрешава почитането на икони                                                                                  |
| 852 – 889   | Св. цар Борис І – Покръстител                                                            | Покръства българите |
| 863         | Кирил и Методий са на мисия при славяните                                                | |
| 865         | Покръстване на българите от княз Борис Покръстител                                       | |
| 867 – 879   | Фотий                                                                                    | схизма между Православната и Католическата църква                                                                                |
| 869 – 870   | Четвърти Константинополски събор                                                         | Учредяване на Българската църква - създаване на Българската архиепископия                                                        |
| 893         | Преславски народен събор                                                                 | Българският език – официален език в богослужението                                                                               |
| 909         | основаване на манастира в Клюни                                                          | |
| 927         | Признаване патриаршеското достойнство на Българската православна църква                  | Създаване на Българската патриаршия                                                                                              |
| 988         | Започване на християнизацията на Русия от българите                                      | Владимир I – княз на Киев – се кръщава и организира кръщението на своите подвластни                                              |
| 1009        | Al-Hakim разрушава църквата в Йерусалим – една от най-големите светини на християнството | начало и повод за кръстоносните походи                                                                                           |
| 1033 – 1109 | Анселм Кентърбърийски                                                                    | |
| 1054        | Източно-Западна схизма                                                                   | Разделяне на римската и гръцката Църкви                                                                                          |
| 1073        | Григорий VII става папа                                                                  | |
| 1077        | Хайнрих IV отива в Каноса                                                                | |
| 1095        | Обявяване на първия кръстоносен поход                                                    | |
| 1096 – 1099 | Първи кръстоносен поход                                                                  | |
| 1098        | Основаване на Ордена на цистерцианците                                                   | |
| 1123        | Първи латерански синод                                                                   | Борба за инвеститурата |
| 1139        | Втори латерански синод                                                                   | Целибат за свещениците |
| 1140 – 1217 | Петър Валдо                                                                              | основател на валденсите |
| 1147 – 1149 | Втори кръстоносен поход                                                                  | |
| 1175 – 1221 | Dominicus                                                                                | основател на доминиканския орден                                                                                                 |
| 1179        | Трети латерански синод                                                                   | |
| 1182 – 1226 | Франциск от Асизи                                                                        | основател на францисканския орден                                                                                                |
| 1189 – 1192 | Трети кръстоносен поход                                                                  | |
| 1200 – 1280 | Алберт Велики                                                                            | |
| 1202 – 1204 | Четвърти кръстоносен поход                                                               | |
| 1209 – 1229 | Албигойски кръстоносен поход                                                             | |
| 1212        | Детски кръстоносен поход                                                                 | |
| 1215        | Четвърти латерански синод                                                                | Трансубстанция |
| 1217 – 1221 | Пети кръстоносен поход                                                                   | |
| 1225 – 1274 | Тома Аквински                                                                            | |
| 1228 – 1229 | Шести кръстоносен поход                                                                  | |
| 1245        | Първи лионски синод                                                                      | |
| 1248 – 1254 | Седми кръстоносен поход                                                                  | |
| 1255 – 1346 | Григорий Синаит                                                                          | Основоположник, практик и теоретик на исихазма                                                                                   |
| 1260 – 1328 | Майстер Екхарт                                                                           | |
| 1270        | Осми кръстоносен поход                                                                   | |
| 1274        | Втори лионски синод                                                                      | |
| 1300        | Първа юбилейна година чрез папа Бонифаций VIII.                                          | |
| 1300 – 1363 | Св. Теодосий Търновски                                                                   | Български духовник и отшелник, идеолог на исихазма в средновековна България                                                      |
| 1325 – 1403 | Св. Патриарх Евтимий                                                                     | Български духовник, книжовник и православен светец, исихаст                                                                      |
| 1387        | Християнизация на Литва                                                                  | |

## РеформацияиКонтрареформация, европейски колонии
| Година    | Събитие                                                       | Бележки                                                                                               |
| --------- | ------------------------------------------------------------- | --- |
| 1311-1312 | Събор във Vienne                                              | |
| 1365      | Кръстоносен поход срещу Александрия                           | |
| 1383      | Джон Уиклиф                                                   | превежда Библията на английски                                                                        |
| 1396      | Битка при Никопол                                             | |
| 1396-1415 | Ян Хус, Чехия, реформатор                                     | осъден на синода в Констанц -> моравски братя                                                         |
| 1414-1418 | Събор в Констанц                                              | |
| 1431-1445 | Събор в Базел, Ферара и Флоренция                             | |
| 1453      | Превземане на Константинопол (1453)                           | край на византийската империя                                                                         |
| 1452-1498 | Джироламо Савонарола                                          | |
| 1482-1531 | Johannes Oekolampad, Базел                                    | швейцарски реформатор                                                                                 |
| 1483-1546 | Мартин Лутер, Витенберг                                       | германски реформатор                                                                                  |
| 1484-1531 | Улрих Цвингли, Цюрих                                          | швейцарски реформатор                                                                                 |
| 1484-1530 | Niklaus Manuel наречен Deutsch, Берн                          | швейцарски реформатор                                                                                 |
| 1485-1548 | Johannes Bugenhagen, Витенберг                                | германски и датски реформатор                                                                         |
| 1489-1556 | Thomas Cranmer, Лондон                                        | английски реформатор                                                                                  |
| 1489-1565 | Guillaume Farel, Франция                                      | женевски реформатор                                                                                   |
| 1491-1551 | Martin Bucer, Щрасбург, Кеймбридж                             | реформатор                                                                                            |
| 1491-1556 | Игнатий Лойола                                                | основател на Ордена на йезуитите                                                                      |
| 1492      | Край на реконкиста                                            | Испания се освобождава окончателно от ислямската окупация                                             |
| 1493-1552 | Olaus Petri, Стокхолм                                         | шведски реформатор                                                                                    |
| 1494-1536 | William Tyndale, Антверпен                                    | английски преводач на Библията и реформатор                                                           |
| 1494-1561 | Hans Tausen, Дания                                            | реформатор                                                                                            |
| 1496-1562 | Menno Simons, Фризия                                          | основател на менонитите                                                                               |
| 1497-1560 | Philipp Melanchthon, Витенберг                                | реформатор                                                                                            |
| 1504-1575 | Heinrich Bullinger                                            | швейцарски реформатор, последовател на Цвингли                                                        |
| 1505-1572 | John Knox                                                     | шотландски рефорамтор                                                                                 |
| 1509-1564 | Жан Калвин                                                    | френски реформатор в Женева                                                                           |
| 1512      | Пети латерански събор                                         | |
| 1517      | 95 тезиса във Витенберг                                       | Начало на Реформацията в Германия чрез Мартин Лутер                                                   |
| 1519      | Улрих Цвингли                                                 | свещеник в църквата Grossmünster в Цюрих                                                              |
| 1519-1605 | Théodore de Bèze, Женева                                      | реформатор, последовател на Калвин                                                                    |
| ок. 1520  | Започва преследването на Хугенотите във Франция               | |
| 1521      | Мартин Лутер бива екскомунициран                              | |
| 1523      | Реформацията в Цюрих чрез Улрих Цвингли                       | |
| 1523-1567 | Guy de Bray                                                   | реформатор в Нидерландия                                                                              |
| 1527      | Проникване на реформацията в Швеция и Дания                   | |
| 1528      | Реформация в Берн чрез Niklaus Manuel Deutsch                 | |
| 1529      | Реформация в Базел чрез Johannes Oekolampad                   | |
| 1529      | Райхстаг в Шпайер                                             | Протест на група евангелски владетели и имперски градове от Шпайерската диета срещу Вормския едикт    |
| 1529      | Голям и малък катехизъм на Мартин Лутер                       | |
| 1529      | Религиозна дискусия в Марбург                                 | не се постига единомислие между лутераните и Реформаторската църква по отношение на Господната вечеря |
| 1529      | Обсада на Виена                                               | |
| 1531      | Улрих Цвингли пада във втората капелска война                 | |
| 1531      | Явления на Богородицата във Villa de Guadalupe (Juan Diego)   | |
| um 1533   | Жан Калвин се присъединява към протестантското движение       | |
| 1534      | Закон в Англия (Act of Supremacy)                             | (Закон на английския парламент обявява крал Хенри VIII за глава на Църквата в Англия)                 |
| 1534      | Немската Библия на Мартин Лутер                               | |
| 1535      | Обезглавяване на Томас Мор                                    | |
| 1536      | Първото изданение на Institutio от Жан Калвин                 | |
| 1541      | Реформация в Шотландия чрез John Knox                         | |
| 1545-1563 | Трентски събор                                                | контрареформация                                                                                      |
| 1549      | Consensus Tigurinus                                           | Връзка между реформацията на Улрих Цвингли и Жан Калвин                                               |
| 1549      | Francisco de Xavier y Jassu достига Япония                    | |
| 1555      | Аугсбургски мир                                               | Cuius regio, eius religio                                                                             |
| 1559      | Първи национален събор на реформираните християни във Франция | |
| 1563      | Хайделбергски катехизъм                                       | |
| 1570      | Martin de Goiti und Juan de Salcedo достигат Филипините       | Крал Rajah Sulayman приема католическата вяра вследствие на загубената битка при Bangkusay            |
| 1589      | Москва се обявява за патриархат                               | Москва се обявява за трети Рим, който контролира вярата                                               |
| 1600      | Джордано Бруно е изгорен жив на клада в Рим                   | |

## Ново време
| Година      | Събитие | Бележки |
| ----------- | --- | --- |
| 1607-1676   | Paul Gerhardt | Пастор и песнописец |
| 1609        | Основаване на първата баптистка църква в Амстердам                                                                                                  | |
| 1611        | King James Bible | |
| 1624-1691   | George Fox | Основател на квакерите |
| 1635-1705   | Philipp Jacob Spener | Пиетизъм |
| 1648-1690   | Robert Barclay | теологичен пионер на квакерите |
| 1662        | Класическо издание на Book of Common Prayer | |
| 1663-1727   | August Hermann Francke | |
| 1683        | Втора обсада на Виена | |
| 1685-1750   | Йохан Себастиан Бах | църковен музикант |
| 1697-1769   | Gerhard Tersteegen | песнописец и мистик |
| 1700-1760   | Nikolaus Ludwig Graf von Zinzendorf | основател на моравските братя |
| 1703-1791   | Джон Уесли | основател на методизма |
| 1714-1770   | George Whitefield | съосновател на методизъм и най-известния open-air-проповедник на 18. столетие                                                                                   |
| 1768-1834   | Фридрих Шлайермахер | теолог |
| 1801        | Конкордат | между Френското кралство и Римокатолическата църква |
| 1803        | Германска медиатизация и секуларизация | |
| ab 1820     | Движение на пробуждане в Германия | |
| 1830        | Възникване на старите лутерани | |
| 1830        | Основаване на Църква на Исус Христос на светиите от последните дни                                                                                  | във Fayette (Ню Йорк). |
| 1831        | Организиране на Catholic Apostolic Church | |
| 1833        | Начало на Оксфордското движението | движение в Англиканската църква |
| 1850        | Начало на християнската мисия в Китай | |
| 1854        | Непорочно зачятие | прогласява се като догма от папа Пий IX |
| 1863        | Основаване на Генералната конференция на Църква на адвентистите от седмия ден                                                                       | във Батъл Крийк, Мичиган на 21 май 1863 г. като резултат от адвентното движение през Второто Велико Пробуждане, макар във времето на Третото Велико Пробуждане. |
| 1863        | Основаване на Общата апостолска християнска мисия                                                                                                   | |
| 1867        | Първа Lambeth Conference | |
| 1869-1879   | Първи Ватикански събор | (непогрешимостта на папата става догма, която се практикува за първи път                                                                                        |
| 1870        | Създаване на Българската екзархия | |
| 1870-1922   | William J. Seymour | основател на петдесятното движение |
| 1871        | Основаване на старокатолиците | |
| от 1878     | Развитие на Новоапостолската църква | от Allgemeine christliche apostolische Mission (AcaM) |
| 1881        | Основаване на Световния методистки съюз (World Methodist Council)                                                                                   | |
| 1884-1976   | Рудолф Бултман | теолог (ентмитологизиране) |
| 1886-1968   | Карл Барт | теолог (диалектична теология) |
| 1891        | Енциклика Rerum Novarum | |
| 1899/1900   | Лекция на Adolf von Harnack Das Wesen des Christentums (същност на християнството)                                                                  | класика на либералната теология |
| 1901/1906   | Начало на петдесятничеството | |
| 1905        | Анулиране на конкордата от 1801 г. и разделяне на Църквата от държавата във Франция                                                                 | |
| 1905        | Основаване на Баптисткия световен съюз | |
| 1906-1945   | Dietrich Bonhoeffer | Теолог и борец от съпротивата |
| 1910        | Първа световна мисионска конференция в Единбург | начало на модерното екуменическо движение |
| 1918        | Billy Graham, американско евангеликалско движение                                                                                                   | |
| 1921        | John Stott | Съосновател на световното евангелско лозанско движение |
| 1925        | Първа конференция на екуменическото движение за практично християнство (Life and Work) в Стокхолм                                                   | |
| 1924 – 2006 | William Sloane Coffin, Пастор на Riverside Church                                                                                                   | Водач на движението за граждански права и мир |
| 1927        | Първа конференция на екуменическото вдижение Faith and Order в Лозана                                                                               | |
| 1932        | Deutsche Christen (немски християни) | расистко, антисемитско движение в гермнското протестантство |
| 1934        | „Света София“, една от най-известните църковни сгради на християнството, която е джамия от 1453, става музей.                                       | |
| 1934        | Теологична декларация в Бармен (Вупертал) | изработена в голяма част от Карл Барт като основа на изповядваща църква                                                                                         |
| 1937        | Втора екуменическа конфреренция Life and Work в Оксфорд, втора екуменическа конфреренция Faith and Order в Единбург                                 | |
| 1941        | Рудолф Бултман | публикува своето съчинение за ентмитологизирането |
| 1942        | Обединение на немските баптисти, Елим-църкви и Brüdergemeinden в Bund Evangelisch-Freikirchlicher Gemeinden (Съюз на евангелиските свободни църкви) | |
| 1945        | Вдигане на схизмата срещу Българската православна църква                                                                                            | Признаване на автокефалността на Българската православна църква                                                                                                 |
| 1947        | Church of South India | |
| 1947        | Основаване на Лутеранския световен съюз | |
| 1948        | Основаване на World Council of Churches (Световен съвет на църквите)                                                                                | |
| 1950        | Изработване на „Устав на Българската православна църква“                                                                                            | |
| 1950        | Провъзгласяване на римокатолическата догма за възнесението с тяло на Дева Мария                                                                     | |
| 1953        | 10 май – Възстановяване на Българската патриаршия                                                                                                   | Избор на български патриарх |
| 1957        | Основаване на United Church of Christ | |
| 1962-1965   | Втори ватикански събор | |
| 1968        | Основаване на Metropolitan Community Church | |
| 1973        | Concorde de Leuenberg | основен екуменически документ на Community of Protestant Churches in Europe (CPCE)                                                                              |
| 1974        | Лозанско движение | надденоминационно евангелско движение, което насърчава по-голям ангажимент в световната евангелизация                                                           |
| 1980        | Йозеф Рацингер отнема на Hans Küng правото да преподава (Missio canonica)                                                                           | |
| 1982        | Декларация от Лима | екуменическа конвергентна декларация за кръщение, евхаристия и служба                                                                                           |
| 1989        | Ръкополагане на Barbara Clementine Harris като първа жена епископ, която вярва на апостолското приемство (apostolic succession).                    | |